# Grote of Sint-Martinuskerk (Dokkum)
De Grote of Sint-Martinuskerk is een kerk in Dokkum. Het kerkgebouw is een rijksmonument.

## Geschiedenis
De eerste kerk op deze locatie werd gebouwd in de 10e eeuw. Vervolgens zijn er resten gevonden van een kerk uit de 11e eeuw, en een derde werd in de 13e eeuw gebouwd. De huidige kerk werd gebouwd rond 1590. In 1580 veroverde Filips graaf van Hohenlohe-Langenburg de stad Dokkum voor Willem van Oranje. Dit betekende het einde van de Spaanse bezetting en de invoering van de Hervormde Eredienst.

### Twee kerken
In die tijd waren er twee kerken in Dokkum. De Abdijkerk, eigendom van het klooster op de Markt, kwam in handen van de provincie. Daarnaast was er de kleine kerk. Beide kerken verkeerden in slechte staat. Dokkum verzocht de provincie om een bijdrage voor de restauratie. Na veel onderhandelingen werd besloten om de Abdijkerk te slopen en de kleine kerk grondig te restaureren. De stenen voor deze restauratie kwamen grotendeels uit de Abdijkerk. De kleine kerk werd hernoemd tot de Grote of Sint-Martinuskerk. De verbouwing vond plaats tussen 1588 en 1593.

### Grafstenen
Enkele graven in de kerk dateren waarschijnlijk uit de tijd van de verbouwing, aangezien er rekeningen bekend zijn uit 1591. Veel grafstenen liggen nog steeds in de kerk, zoals die van Luitien Cornelis, die in 1636 overleed. Er zijn ook graven van Engelse en Schotse militairen die met de Graaf van Leicester naar Nederland kwamen. Na de moord op Willem van Oranje vroeg de republiek om hulp van Engeland. In 1584 zond Engeland Robert Dudley, de 1e graaf van Leicester, samen met 5000 soldaten. Zijn komst was geen succes; hij werd beschuldigd van fraude en in 1587 gedwongen Nederland te verlaten.

### Restauratie en verbouwing

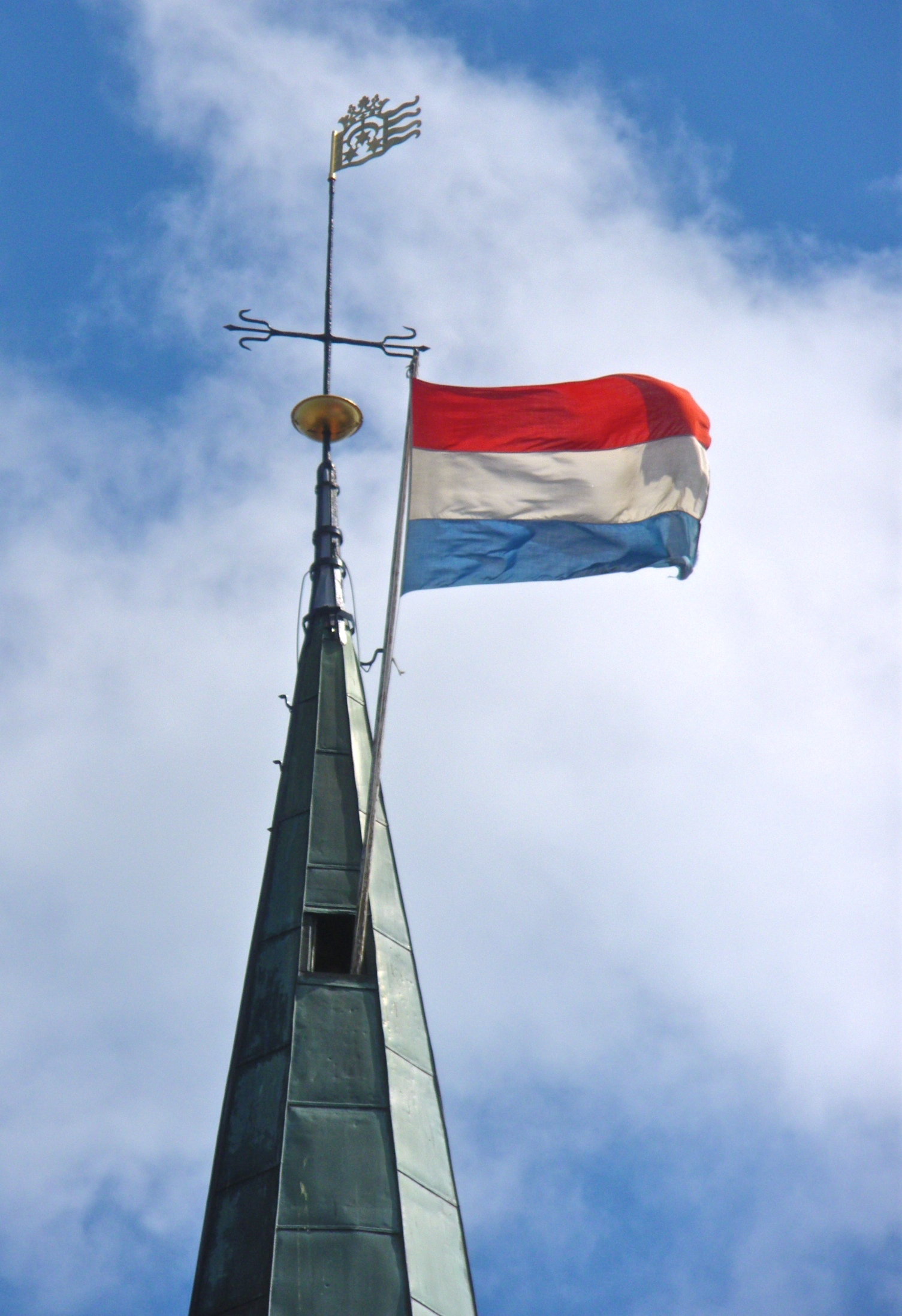
Torenspits

Tijdens de Franse bezetting werd de scheiding van kerk en staat ingevoerd. Dit had in 1799 gevolgen voor de kerk, waarbij de pastorie en het kerkgebouw, die eerder staatseigendom waren, eigendom werden van de kerk. Het onderhoud van deze gebouwen was een uitdaging voor de kerkgemeenschap. In 1856 en 1857 vond een grote restauratie plaats. Tussen 1964 en 1968 werd de laatste grote verbouwing uitgevoerd, waarbij ook archeologisch onderzoek werd gedaan. Hierbij werden mozaïekvloeren en de fundamenten van de oude Abdijkerk en Abdijtoren ontdekt.

### Interieur
In 1590 werd de preekstoel vervaardigd door Jan Claeszoon Kistemaker. Na tien jaar was deze in verval geraakt. In 1750 werd besloten een nieuwe preekstoel te maken, ontworpen door architect Sjouke Nooteboom en uitgevoerd door beeldsnijder Yge Rintjes uit Dokkum. Op 30 mei 1751, eerste Pinksterdag, werd deze preekstoel in gebruik genomen. In 1688 bouwde orgelbouwer Helman uit Groningen een orgel, waarvan de orgelkast nog steeds origineel is. In 1979 werd het oude orgel vervangen door een nieuw exemplaar, gemaakt door orgelbouwer Flentrop uit Zaandam, waarbij de stijl van Helman werd nagevolgd.

### Huidig gebruik
De kerk wordt gebruikt door de leden van de PKN. Tot 2004 behoorde het gebouw tot de Nederlandse Hervormde Kerk. De kerk is van begin mei tot begin september op woensdag-, donderdag-, vrijdag- en zaterdagmiddag open voor publiek. Elke zondag worden er kerkdiensten gehouden. De akoestiek van de kerk wordt als goed beschouwd, waardoor er regelmatig concerten plaatsvinden.